# Джорджія (провінція)
Провінція Джорджія (англ. Province of Georgia) — англійська колонія в Північній Америці, що існувала в XVII—XVIII століттях.
21 квітня 1732 року король Георг II дарував Джеймсу Оглторпу королівську хартію на створення в Північній Америці на землях, спорожнілих в результаті війни з ямасі, колонії, що отримала в честь короля назву «Джорджія». Оглторп хотів використовувати цю територію для розселення незаможних, як альтернативу переповненим борговим в'язницям. Іншим стимулом для створення колонії було бажання організувати буферну зону, що прикриває інші британські володіння в Північній Америці з боку іспанської Флориди. Оглторп мріяв, щоб колонію заселили «міцні фермери», що можуть у разі війни взятися за зброю, тому хартія забороняла рабство.
Відповідно до королівської хартії, в Лондоні був створений «Трест по створенню колонії Джорджія в Північній Америці». Учасники Тресту повинні були керувати Джорджією, але не мали права ні володіти там землею, ні займати посади в колонії. Трест обирав Раду Громад з 15 членів, що діяла як виконавчий комітет. 12 членів Тресту зібралися на першу зустріч 20 липня 1732 року, щоб подбати про кошти і поспілкуватися з майбутніми поселенцями. Джорджія стала єдиною британською колонією в Америці, яка залежала від щорічних парламентських субсидій: в 1733 році Трест отримав від уряду 10 тисяч фунтів стерлінгів, в наступні роки дотації стали менше.
17 листопада 1732 року семеро членів Тресту проводили Оглторпа та перших переселенців, що відпливли на судні «Anne» з Грейвсенда. 12 лютого 1733 року воно кинуло якір біля скелі Ямакроу в гирлі річки Саванна. Мері Масгроув, що виступила перекладачем, допомогла домовитися з місцевим вождем Томочічі, і колоністи заснували там поселення.
Початкова королівська хартія визначала колонію Джорджія як землі між річками Саванна і Алтамаха до їх витоків, а звідти на захід «аж до моря». Згідно з хартією 1633 року ці землі відносилися до провінції Кароліна, але Південна Кароліна виявилася не здатною їх освоїти, і тому королівський уряд вирішив довірити їхній розвиток новим власникам.
Оглторп ввів у колонії вельми жорсткі закони — зокрема, він заборонив алкоголь. Замість розвитку плантаційного господарства, як в більш північних британських колоніях, він зробив ставку на невеликі землеволодіння. На практиці поселення зосередилися в околицях річки Саванна, а захід колонії залишався під контролем індіанців — кріки аж до утворення США.
У 1742 році в ході Війни за вухо Дженкінса іспанські війська з Флориди вторглися в Джорджію. Оглторп зумів мобілізувати місцеве населення і перемогти іспанців. За Другим Аахенським миром Джорджія залишилася за Великою Британією. Поки Оглторп був зайнятий в Америці, один з членів Тресту — Джон Вернон — запропонував розділити колонію на дві провінції: Саванна і Фредеріка. Трест призначив губернатором Савани Вільяма Стефенса, але Оглторп відмовився пропонувати губернатора для Фредерики, і тамтешнім магістратам довелося підкорятися Стефенсу.
Війна завдала сильного удару по стану колонії, і Трест вирішив піти на часткове задоволення претензій колоністів, щоб запобігти їхній втечі до Південної Кароліни. У 1742 році в колонії була ослаблена заборона на алкоголь, а з 1750 року дозволено рабовласництво. У березні 1750 року Трест закликав колоністів обрати делегатів у представницьку асамблею, але попередив, що вона буде грати лише дорадчу, а не законодавчу роль. 14 січня 1751 року 16 обраних представників зібралися в Савані та, обравши Френсіса Харріса своїм спікером, почали виносити резолюції. Трест спробував припинити подальшу активність Асамблеї, але після того як Парламент в 1751 році відмовився надати субсидію на функціонування колонії, Трест почав за рік до закінчення терміну дії королівської хартії переговори про передачу колонії під управління уряду. З 1755 року Джорджія офіційно стала коронною колонією.
Дозвіл рабовласництва різко змінив розвиток економіки колонії. Тут почали створюватися великі плантації, а ввезення рабів з Африки прийняло такі масштаби, що до 1775 року їх тут стало близько 18 тисяч, і вони становили більшість населення колонії. При цьому в колонії практично було відсутнє власне виробництво — в 1766 році губернатор Джеймс Райт писав, що колонія ввозить з Великої Британії абсолютно все, аж до одягу і взуття.
У роки Семирічної війни Джорджія виявилася далеко від району бойових дій проти французів, але після вступу в 1762 році у війну Іспанії виникла загроза вторгнення з іспанської Флориди. Після війни британський уряд прийняв в 1765 році Акт про гербовий збір, що викликав величезне обурення в північноамериканських колоніях; Джорджія стала єдиною колонією, що встигла ввести його в дію до його скасування в 1766 році.
У 1774 році в Савані жителі Джорджії проголосили, слідом за іншими північноамериканськими колоніями, що Конституція не допускає податків без представництва. Після того, як прийшло повідомлення про битві при Конкорді 11 травня 1775 року, патріотично налаштований натовп в Савані штурмував королівські склади і пограбував амуніцію. Святкування дня народження короля 4 липня стало фактично антибританською демонстрацією. Протягом місяця влада англійського короля на території Джорджії повністю припинилася, було сформовано уряд. У червні і липні збори в Савані обрали Раду Безпеки (англ. Council of Safety) і тимчасовий Конгрес провінції, які взяли на себе управління колонією. Одночасно велася підготовка до війни. У лютому губернатор Джеймс Райт, в минулому досить популярний в колонії до початку революції, втік на британський військовий корабель, і вся територія Джорджії опинилася під контролем повстанців.
15 квітня 1776 року Конгрес прийняв документ під назвою «Правила і розпорядки» (англ. Rules and Regulations), що і стало фактично конституцією Джорджії. Так припинила існування колонія Джорджія і з'явився штат Джорджія. У 1802 році штат передав Конгресу США права на свої західні землі, якими він практично не володів, і там була утворена Територія Міссісіпі.